# Haus Laach

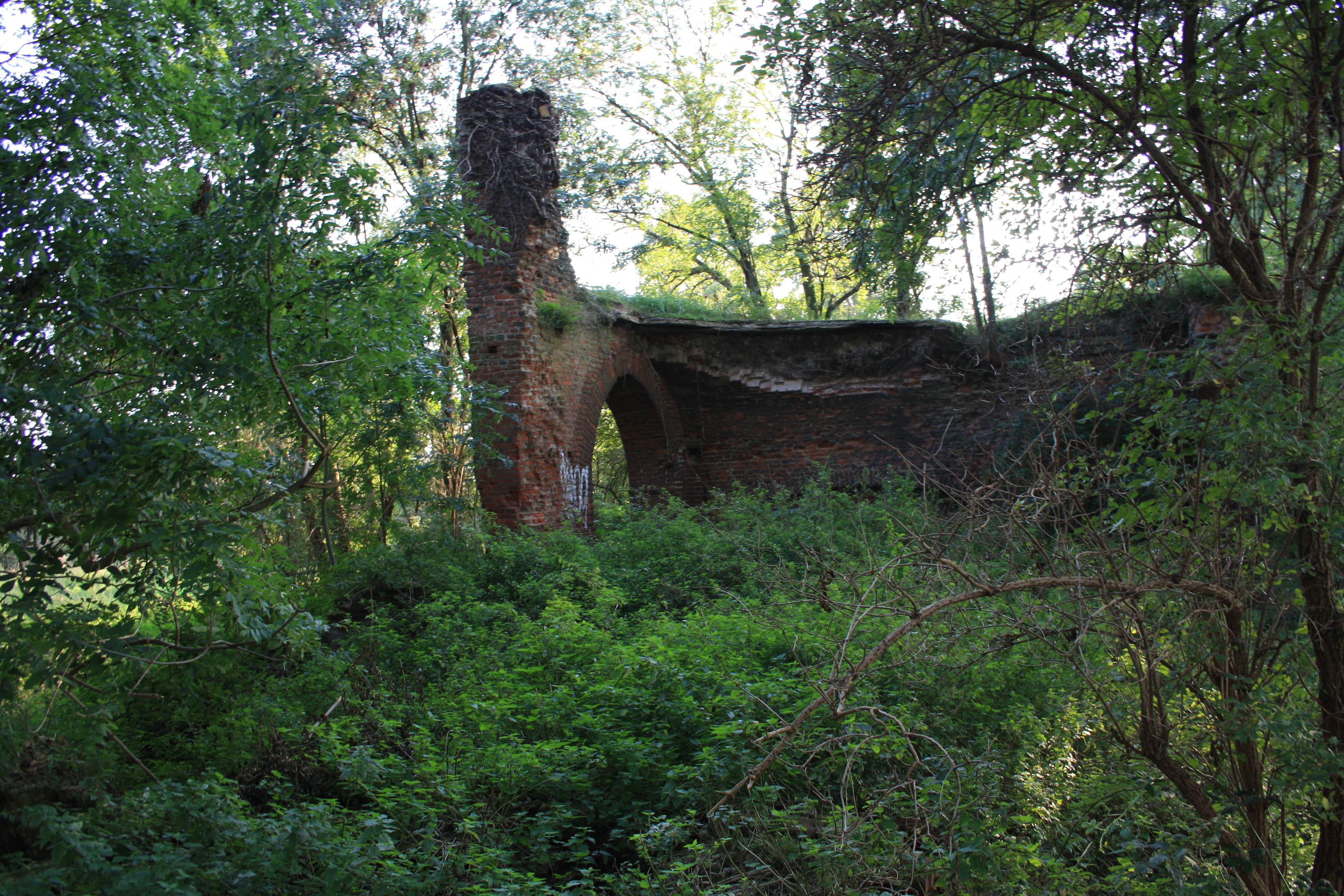
Ruine Haus Laach (2011)

Das Haus Laach war ein aus Eichenfachwerk errichteter Burgkomplex und Rittersitz, der einzigartig für das Gebiet des Rhein-Erft-Kreises war. Er stand im Gebiet Bergheim, zwischen Thorr und Heppendorf. Der Burgkomplex war ein Grenzposten der Erftniederung, der bis 1918 bewohnt war und 1945 abgerissen wurde.

## Geschichte
Eine Siedlung mit der Bezeichnung wurde bereits 1141 urkundlich erwähnt, 1246 folgte eine erstmalige Erwähnung der Burg selbst. Sie war ein Lehen der Landesherren von Jülich und in Besitz deren Gefolgsmänner. Die Anlage war eine Grenzposition in der Erftniederung.
Bis Anfang des 16. Jahrhunderts blieb das Lehen in Besitz der Familie von Laach. Ihr folgte eine Familie von Horst, von denen sie 1520 an die Familie von Plettenberg überging. Anton von Harff war 1610 Besitzer der Burgstelle, von dem sie 1692 an Degenhart Wilhelm von der Horst überging. Von der Horst ließ sie umfangreich ausbauen, konnte aber die Ausgaben für die Bauarbeiten nicht wieder erwirtschaften.
1807 wurde Joseph Jungbluth in Haus Laach geboren.

## Anlage
Haus Laach war eine Fachwerkburg, die teilweise aus Eichenfachwerk bestand, und die einzige dieses Baustils der Gotik im Rhein-Erft-Kreis. Nach dem Codex Welser von 1724 hatte die Burg zeitweise mehrere Türme.
Durch die in den 1930er Jahren eingeleiteten Untersuchungen an der Burgruine durch den Regierungsbaumeister Rattinger ließen sich bis dahin unbekannte Spuren der Entwicklungsgeschichte des rheinischen Burgbaus aufzeigen.
Die Rekonstruktionsüberlegungen Rattingers beinhalten zwei Bauphasen. Demnach war die Burg in der ersten Phase zweiteilig angelegt mit Vorburginsel und Hauptburginsel, die durch Wassergräben eingeschlossen wurden. An der Vorburg befand sich der nördlich gelegene Zugang zur Hauptburg. Der ursprüngliche Torbau der ersten Bauphase war zweigeschossig gewesen, mit kleinen Fenstern die mehrfach umgebaut wurden, und mit einem rechtwinkligen Grundriss im Verhältnis 1:2. Der Torbau verfügte zudem über einen Aborterker und einen Kamin. Durch weitere Anbauten aus dem 16. Jahrhundert erhielt die Vorburg weitere Gebäude, die ursprünglich als Wirtschaftshof genutzt wurden.
Bei der Zusammenlegung der beiden Burgteile im 16. Jahrhundert, wurden weitere Wohnanbauten erstellt, die das nordwestlich gelegene Herrenhaus mit der Vorburg verbanden. Vermutlich enthielt dieser Nordflügel einmal eine Burgkapelle.
1889 wurden das ursprüngliche Herrenhaus sowie größere Teile des Hofes durch einen Brand zerstört. Nach dem Ersten Weltkrieg und durch die Aufgabe als Wohnstätte 1918 verfiel die Burganlage. Das Anwesen wurde, bis auf den spätgotischen Torturm und die Treppenanlage, abgetragen. Nach Versiegen des Brunnens zog 1956 die letzte Familie aus.
Das Areal der Burganlage ist noch durch seine verwilderten Randbepflanzungen an den ehemaligen Wassergräben zu erkennen.